# Dave Lee Travis

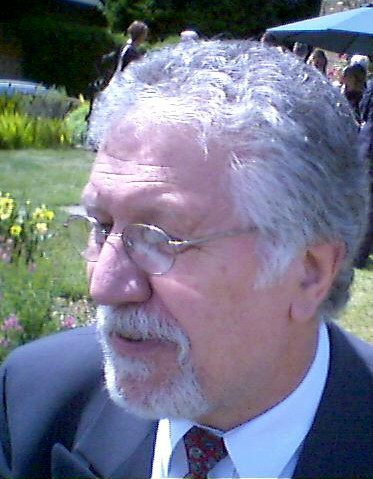
Dave Lee Travis, 2004

Dave Lee Travis (* 25. Mai 1945 in Buxton, Derbyshire, England) ist ein ehemaliger britischer Hörfunk- und Fernsehmoderator und Discjockey. In Deutschland wurde er Mitte der 1960er-Jahre als Moderator des Beat-Club bekannt. In BBC und BFBS benutzte er als Künstlernamen das Akronym seines Namens, DLT.

## Leben
Travis ging in Manchester zur Schule und lernte den Beruf des Grafikdesigners. Seine Hörfunkkarriere begann beim Piratensender Radio Caroline; Von 1967 bis 1969 präsentierte er gemeinsam mit Uschi Nerke im Deutschen Fernsehen die Popmusiksendung Beat-Club (18.–46. Folge).
1968 ging Travis zu Radio 1 der BBC in Manchester; ab 1969 moderierte er hier die Show am Sonntag Vormittag, ab 1971 das Mittagsprogramm von 11 bis 13 Uhr. Von Mai 1978 bis Dezember 1980 präsentierte er als Nachfolger von Noel Edmonds die Frühshow. In dieser Zeit war er im BBC- und BFBS-Fernsehen auch als Moderator der britischen Hitparade Top of the Pops zu sehen.
1976 nahmen Travis und sein DJ-Kollege Paul Burnett eine Parodie auf C. W. McCalls Fernfahrer-Hit Convoy mit dem Titel Convoy GB auf. Die Single, unter dem Pseudonym Laurie Lingo and the Dipsticks veröffentlicht, stieg in Großbritannien auf Platz vier der Hitparade. Weltweit bekannt wurde Travis durch seine auf dem BBC World Service von 1981 bis 2001 ausgestrahlte „Jolly Good Show“, in der er die Musikwünsche von Hörern erfüllte und die Hörerpost stets mit Witz und Ironie vorlas. Die birmanische Politikerin Aung San Suu Kyi traf Travis bei ihrem Besuch 2012 in London persönlich und nannte die Sendung eine wichtige „Rettungsleine“ (lifeline) in ihren Jahren des Hausarrests, die ihr Weltbild „sehr abgerundet“ habe.
Bis zum 8. August 1993 moderierte Travis verschiedene Hörfunkprogramme der BBC; wegen Differenzen über die Ausrichtung der BBC-Hörfunkprogramme trat er an diesem Tag in einer Livesendung von seinem Job zurück. Er arbeitete danach bei verschiedenen privaten Hörfunksendern. 2003 kam er zurück zur BBC, wo er bis März 2007 eine regionale Sonntagmorgenshow präsentierte.
Travis wurde 1982 zum britischen Pfeifenraucher des Jahres ernannt.
Am 15. November 2012 wurde Travis von der Londoner Metropolitan Police im Rahmen der „Operation Yewtree“ verhaftet und auf Kaution wieder freigesetzt. Diese Polizeiaktion war im Zusammenhang mit dem Missbrauchsskandal um den verstorbenen BBC-Moderator Jimmy Savile entstanden. Travis bestritt jegliche Missbrauchs-Vorwürfe und räumte vor der Presse nur ein, er habe zwar Frauen häufig „geknuddelt“ (to cuddle), das sei früher jedoch nie als sexueller Übergriff verstanden worden. Kinder seien dabei nie im Spiel gewesen. Travis, der nach dem Tod von Savile von einem schweren Verlust gesprochen hatte, nannte den Ex-Kollegen nun einen „verdammt Bösen“ (bloody evil), mit dem er nicht in einen Topf geworfen werden wolle. Die Polizei nahm Travis erneut am 11. März 2013 fest, weil neue Verdachtsmomente gegen ihn vorlagen. Auch hier stellte der Beschuldigte fest, es sei nie um Kinder gegangen. Travis wurde wieder auf Kaution freigelassen. Ihm wurde zur Last gelegt, in den Jahren 1976 bis 2008 insgesamt 11 junge Frauen handgreiflich sexuell belästigt zu haben. Die Opfer waren zwischen 15 und 29 Jahre alt. Im Gerichtsraum wurde Travis als „Gelegenheits-Sexualtäter“ ( 'opportunist' sex offender) beschrieben, der Frauen in Situationen attackierte, wenn sie nicht damit rechneten, zum Teil auch während laufender Sendung. Von drei Fällen, die ihm im Prozess vorgeworfen wurden, wurde er im September 2014 in einem Fall für schuldig befunden. Er wurde zu drei Monaten Haft verurteilt, die zur Bewährung ausgesetzt wurden.